# Mamadou Doumbia
Mamadou Doumbia (sinh ngày 3 tháng 12 năm 1980) là một cầu thủ bóng đá người Bờ Biển Ngà hiện đang thi đấu ở vị trí hậu vệ cho đội bóng Championnat National CA Bastia.

## Sự nghiệp
Doumbia khởi đầu sự nghiệp cùng với Académie de Sol Beni và được đẩy lên ASEC Mimosas vào mùa đông 1999-2000. Anh cũng thi đấu cho ASEC Mimosas, trước khi hợp đồng trị giá 350.000 €uro cùng với FC Istres vào tháng 7 năm 2006. Sau 6 năm thi đấu với Istres, anh chuyển đến kình địch ở Ligue 2 Le Mans vào ngày 22 tháng 6 năm 2011.